# Al Wahat
Al Wahat is een gemeente (Shabiyah) in Libië. Sinds 2007 is de gemeente samengegaan met de gemeente Ajdabiya en een deel van de gemeente Al Kufrah. Samen hadden deze gemeenten in 2006 177.047 inwoners.
Benghazi ·
Al Butnan ·
Derna ·
Ghat ·
Al Jabal al Akhdar ·
Al Jabal al Gharbi ·
Al Jfara ·
Al Jufrah ·
Al Kufrah ·
Al Marj ·
Misratah ·
Al Murgub ·
Murzuq ·
Nalut ·
An Nuqat al Khams ·
Sabha ·
Sirte ·
Tripoli ·
Wadi Al Hayaa ·
Wadi Al Shatii ·
Al Wahat ·
Az Zawiyah